# Donkey Kong (videojuego de 1981)
Donkey Kong (ドンキーコング Donkī Kongu?) es un videojuego arcade creado por Nintendo en 1981. Es un primitivo juego del género plataformas que se centra en controlar al personaje sobre una serie de plataformas mientras evita obstáculos.
La historia no es muy compleja, pero funcionó en aquella época. El juego consiste en que Mario (llamado "Jumpman" entonces en este videojuego) debe rescatar a una dama (Pauline) que había sido capturada por un enorme gorila llamado Donkey Kong/Cranky Kong. Estos dos personajes se volvieron de los más famosos de Nintendo.
Este juego fue el último esfuerzo de la compañía japonesa para penetrar con éxito en el mercado Norteamericano. Hiroshi Yamauchi, el presidente de Nintendo, asignó el diseño del juego a Shigeru Miyamoto. Basándose este en múltiples inspiraciones, incluyendo Popeye y King Kong, Miyamoto creó los escenarios y diseñó el juego junto el jefe de sistemas de Nintendo, Gunpei Yokoi. Estos dos hombres crearon unos nuevos gráficos usando técnicas de caracterización, incluso escenas entre niveles para hacer avanzar la historia del juego, integrándola así en el mismo.
A pesar de las dudas que surgieron por parte de miembros de Nintendo en América, Donkey Kong fue un gran éxito en Norteamérica y Japón. Nintendo autorizó a Coleco para que hiciese las versiones domésticas en diversas plataformas. Otras compañías se limitaron a hacer juegos con el mismo esquema para evitar pagar a Nintendo por su idea.
Los personajes creados por Miyamoto aparecían en múltiples lugares, como cajas de cereales y dibujos animados. Universal City Studios denunció a Nintendo alegando que Donkey Kong violaba los derechos de autor de King Kong, pero tal demanda no prosperó.
El éxito de este juego puso a Nintendo en una posición privilegiada para dominar el mercado de los videojuegos durante la década de 1980 y principios de los años 1990.

## Historia y personajes
Donkey Kong se desempeña como antagonista en este videojuego. Tras la publicación del videojuego Donkey Kong Country desarrollado por Rare, se establece que el protagonista enemigo en este primer videojuego es el que aparece años después como Cranky Kong, abuelo del protagonista de esa entrega (Donkey Kong III).
Es la mascota del carpintero Jumpman (cuyo nombre sigue la línea de Walkman y Pac-Man, aunque luego se le cambió de nombre a Mario).
El jugador tiene que tomar el papel de Jumpman y rescatar a su chica, en el que sería el primer juego que usase una historia basada en el cliché de "dama en apuros".
Las limitaciones técnicas definieron su diseño: en vez de llevar una sonrisa se le puso un bigote, y tenía una gorra porque no eran capaces de animar su pelo; para que sus movimientos de brazos fuesen visibles, las mangas se pintaron de azul y se le pusieron guantes blancos.
El diseño que se usó para el material promocional y la cabina de juego fue más explícito. Por ejemplo, Pauline aparecía como una Fay Wray (la protagonista de King Kong) con el vestido rasgado y unos tacones de aguja.
Este juego es el primero que introduce una historia completa contada en un videojuego, empleando escenas intermedias para hacer avanzar el guion.
El juego empieza con Donkey Kong subiendo por unas escaleras llegando al tejado de una zona de construcción. Sienta a Pauline y, estampando sus pies, dobla las vigas de acero. Después se traslada a su posición y grita. Esta animación marca la escena y añade el fondo al juego, algo único hasta ese momento en los videojuegos.
Conforme se acerca el final de la etapa, aparece otra escena. Un corazón aparece entre Jumpman y Pauline, pero Donkey Kong la sujeta y la lleva más alto todavía, rompiéndose el corazón. Todo acaba cuando Mario llega a la última etapa. Donkey Kong es derrotado, ambos se reúnen y el juego vuelve a empezar desde el primer nivel.

## Videojuego
Donkey Kong es un plataformas primitivo (se menciona que fue el primero).
El juego se divide en cuatro zonas. Cada una de ellas representa 25 metros del edificio que Donkey Kong escaló. La última zona, por tanto, está a 100 metros. Se necesita habilidad y paciencia para calcular los tiempos de subida de Jumpman.
El juego pone como meta a Pauline. Cuando llega a ella, el jugador recibe una puntuación, basada en destruir objetos, evitarlos, completar la zona, recoger objetos, etc. Por cada 7000 puntos obtenidos, el jugador recibe tres oportunidades más.
Las zonas son las siguientes:
- Zona 1 (25 m): Jumpman debe escalar una zona de construcción formada por siete pisos hecha de vigas y escalas torcidas, mientras esquiva saltando barriles lanzados por Donkey Kong, bolas de fuego, etc.

- Zona 2 (50 m): Jumpman debe subir una construcción de cinco pisos. Vuelve a haber bolas de fuego. Esta zona se ha omitido en algunas conversiones que se hicieron del juego, como la de Nintendo Entertainment System.

- Zona 3 (75 m): Jumpman puede subir y bajar por unos ascensores mientras evita más bolas de fuego y diversos objetos que botan. Los pesos que aparecen (el peligro más grande del héroe de esta pantalla) emergen en el nivel superior, y paran cerca del ascensor de la derecha.

- Zona 4 (100 m): Jumpman debe quitar ocho remaches que están en el suelo, ya que se gana el nivel así. Donkey Kong cae y Jumpman puede reunirse a fin con Pauline. Esta es la última zona de cada nivel.

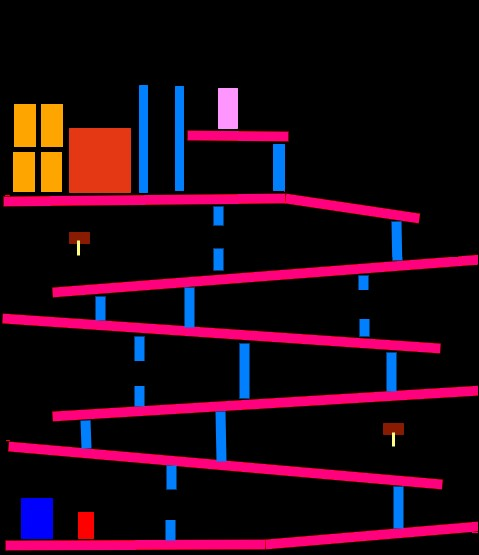
Zona 1 (25 m)
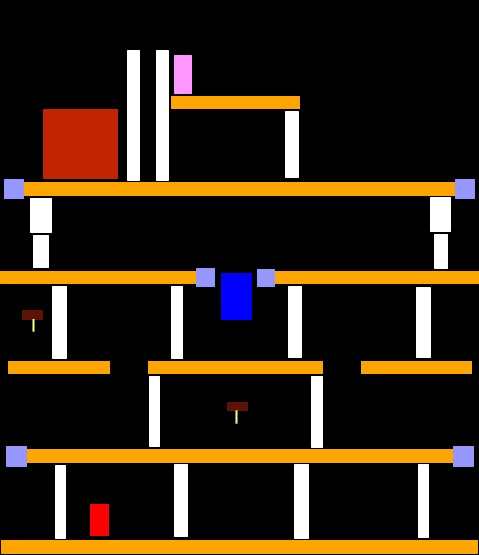
Zona 2 (50 m)
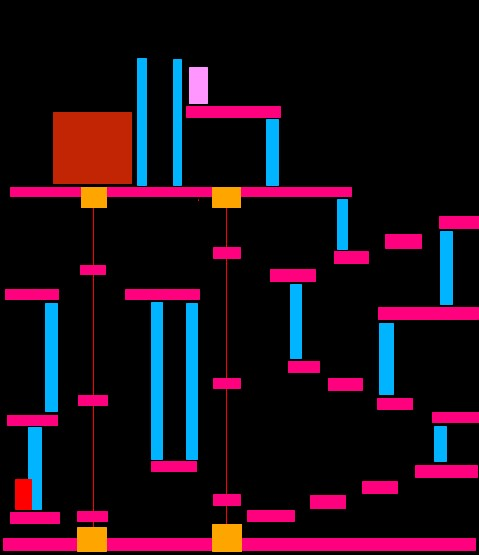
Zona 3 (75 m)
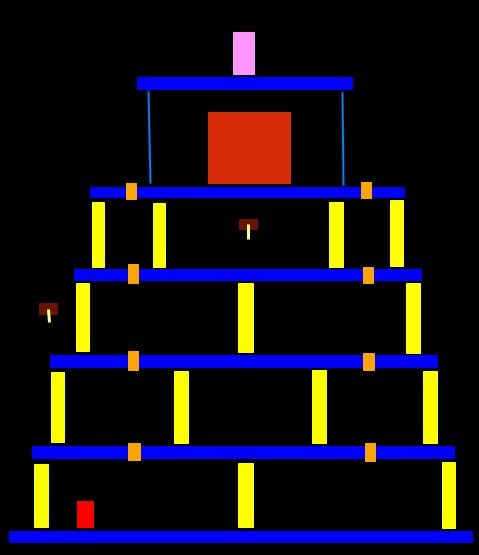
Zona 4 (100 m)

Estas zonas se van combinando para hacer fases, de dificultad creciente. Un ejemplo es la velocidad en la que Donkey Kong tira barriles, o las bolas de fuego, que son más rápidas. El nivel 22 es conocido popularmente como "la fase de la muerte" ya que un error de programación te impide pasar de esa fase (el tiempo aportado para pasarse el nivel es inferior al necesario).
Con sólo cuatro tipos de pantallas, Donkey Kong se convirtió en un éxito.

## Desarrollo
A finales de los años 1970, el intento de Nintendo de penetrar con éxito en el mercado de videojuegos norteamericano falló después del fracaso de Radar Scope en 1979. Para lograr mantener a la compañía con opciones en el mercado, su presidente, Hiroshi Yamauchi, decide convertir Radar Scope en algo completamente nuevo. Para ello pidió a Shigeru Miyamoto, un joven diseñador de la compañía que trabajaba en esta desde 1977, que se encargara de hacer un juego de arcade. Él acepta y Yamauchi encarga a su ingeniero jefe, Gunpei Yokoi, que supervise el proyecto.
Mientras, Nintendo perseguía la licencia de Popeye para hacer un videojuego del personaje. Nintendo al final no consiguió sacar nada en las negociaciones con los creadores del cómic, por lo que Nintendo (basándose en el mismo esquema) estimó que podía crear nuevos personajes que pudiesen ser usados en futuros juegos.
Empezaron a sustituirse los papeles: Jumpman haría el papel de Popeye, Olivia pasó a ser Pauline y, el cambio más drástico, se lo llevó Bluto que pasó a ser un gorila, que en palabras de Miyamoto "no es ni muy malo ni muy repugnante". Podía notarse las influencias de La bella y la bestia y King Kong (aparte del argumento de Popeye) en el juego.
Aunque originalmente se pensó para la licencia de Popeye, Donkey Kong marca un hito ya que era la primera vez que el hilo argumental precedió la programación del juego.
Yamauchi tenía como objetivo principal el mercado de EE. UU., por lo que quería un título apropiado para dicho país y así atraer al público. Miyamoto decidió que el título llevara el nombre de gorila. Él no conocía el inglés, y, con la ayuda de un diccionario de inglés-japonés eligió "Donkey Kong".
Años más tarde se rumorea que el nombre que Shigeru quería era "Monkey Kong", que por un error de traducción, quedó en Donkey. Esta teoría quedó refutada, ya que Shigeru la desmintió.
En realidad, Shigeru quería un sinónimo de "Gorila tonto", eligió "Kong" y no "Gorilla" ya que se usaba más lo primero en Japón. Donkey se eligió para representar algo estúpido y desenfadado.
Miyamoto tenía grandes deseos puestos en este nuevo proyecto. Él carecía de conocimientos técnicos para programar solo, así que diseñaba lo que quería para posteriormente consultar con los técnicos si era posible lo que pensaba. Miyamoto quería hacer personajes de diferentes tamaños, que se moviesen de manera distinta y que reaccionasen de diversas formas. Yokoi estimó el diseño original de Miyamoto de "muy complejo" Otra idea que el mismo Yokoi sugirió fue usar unos balancines que permitían al héroe catapultase por la pantalla, cosa que complicaba mucho el desarrollo del programa. Miyamoto entonces tuvo la idea de usar plataformas, barriles y escaleras. Cuando él especificó que el juego tuviera diversas pantallas, los cuatro programadores se quejaron de que Miyamoto les presionaba mucho y de manera constante. Sin embargo, siguieron el diseño inicial que propuso Miyamoto, copando 20 kilobytes de código. Mientras tanto, este componía la música del juego con un teclado eléctrico.
Hiroshi Yamauchi se dio cuenta de la calidad que estaba alcanzando el juego, y del éxito que podía cosechar, y llamó a Minoru Arakawa (uno de los altos cargos de Nintendo América), informándole de tal suceso. Entonces, los distribuidores americanos de Nintendo, Ron Judy y Al Stone se pusieron en contacto con el abogado Howard Lincoln, para asegurarse la patente.
El juego se envió a Nintendo of America para ser probado por los testers. No les gustó mucho, debido a que era muy diferente al panorama que ofrecía la industria del videojuego, ya que en esa época abundaban los juegos de rompecabezas y de disparo. Es por ello que Judy y Lincoln mostraban reservas a la hora de hablar del título. No obstante, Arakawa seguía insistiéndoles de que el título podía llegar a ser algo grande. Los ejecutivos americanos pidieron a Yamauchi que cambiara el nombre del videojuego, ya que a ellos les resultaba confuso. Resignados, Arakawa y los empleados de Nintendo of America hablaron de la traducción para las ilustraciones de la recreativa y el nombramiento de los caracteres. Ellos nombraron Pauline a la chica y a Jumpman le llamaron Mario, por su parecido con Mario Segale, el propietario del almacén. Estos nombres fueron pintados en la cabina de la máquina recreativa y usados en artículos promocionales. Donkey Kong estaba listo para lanzarse al mercado.
Stone y Judy convencieron a dos representantes de dos bares de Seattle, Washington, que pusieran dos máquinas recreativas de Donkey Kong. Al principio estos no creían que fuera rentable, aunque cuando vieron la cantidad de dinero recaudado alcanzaba los 28 € diarios (como si hubieran jugado 120 veces) en una semana, pidieron más unidades. Entonces, la empresa de Redmond creó un equipo conformado por Arakawa, su esposa Yoko, James, Judy, Phillips y Stone, que eran los encargados de descomponer 2000 máquinas de Radar Scope que sobraban para convertirlo en máquinas de Donkey Kong, para suministrar así las peticiones del mercado japonés. El juego salió a la venta oficialmente en julio de 1981.
En el libro de Steve Bloom Video Invaders, él describe Donkey Kong como "otro juego de dibujos animados, cortesía de Japón". Sin embargo, para los usuarios canadienses y norteamericanos, el juego era irresistible. Las primeras 2000 unidades que se lanzaron se vendieron rápido, y se mandaron más unidades. Arakawa comenzó a crear los componentes electrónicos en las oficinas de Redmond, ya que había que esperar mucho tiempo para recibir los pedidos que provenían de Japón. En octubre, Donkey Kong vendió 4000 unidades, y en junio de 1982, Nintendo había conseguido poner en el mercado 60.000 unidades, consiguiendo unos beneficios de 140 millones de euros. Judy y Stone, que trabajaron en el proyecto, se hicieron millonarios. Arakawa usó los beneficios que le dio el juego para comprar 27 acres de tierra en Redmond en julio del año 1992. En el segundo año de su lanzamiento, el juego hizo ganar a Nintendo otros 78 millones de euros. En el tercer año después de su lanzamiento, era todavía el objeto creado por Nintendo que más vendía. En Japón, se vendía todavía a buen ritmo.
En América, el videojuego tuvo un grandioso éxito. En 1982, el grupo Buckner y Gracia, junto con el grupo R.Cade y los Video Victims grabaron una serie de canciones que se basaban en el juego. Artistas como DJ Jazzy Jeff y Fresh Prince mencionaron al videojuego de Nintendo en algunas de sus canciones. Donkey Kong también apareció en algunos episodios de la serie de TV Los Simpson. Actualmente, los efectos sonoros de la versión de Atari 2600 suenan en algunas películas y demostraciones. En el Killer List of Videogames (más conocida como KLOV), Donkey Kong aparece en el tercer lugar de la lista de los juegos arcades más populares, y aparece el vigesimoquinto en la lista de los 100 mejores juegos de la historia. Donkey Kong aparece como el quinto juego más popular para los coleccionistas.

## Licencia y conversiones

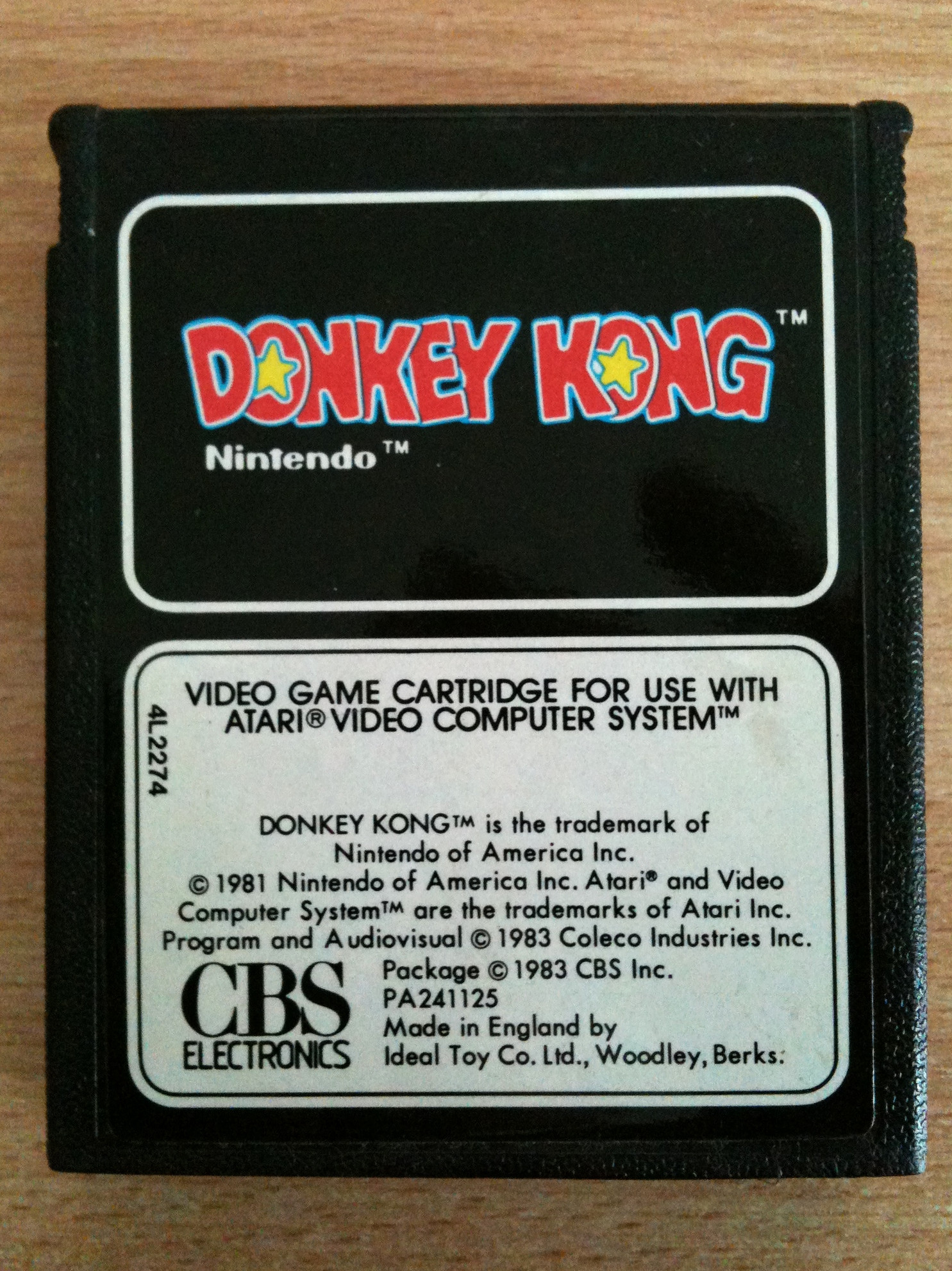
Donkey Kong para la Atari 2600

El éxito que cosechó el videojuego hizo que en junio de 1982 tuviera más de 50 contratos con compañías interesadas en usar la licencia en Estados Unidos, y en Japón se licenció a los personajes del videojuego. Mario y el mono Donkey aparecía en cajas de cereales, en juegos de mesa, pijamas y en series de anime. En 1983, el estudio de animación Ruby-Spears hizo para el programa Saturday Superarcade de la CBS una serie sobre Donkey Kong (en el que aparecía el personaje Donkey Kong Jr. En la serie, se resuelve el argumento de una manera muy parecida a la serie Scooby-Doo, pero centrado en el hecho de la persecución que tienen entablada Mario y Pauline con Donkey Kong, que se escapó del circo. La serie duró dos temporadas.

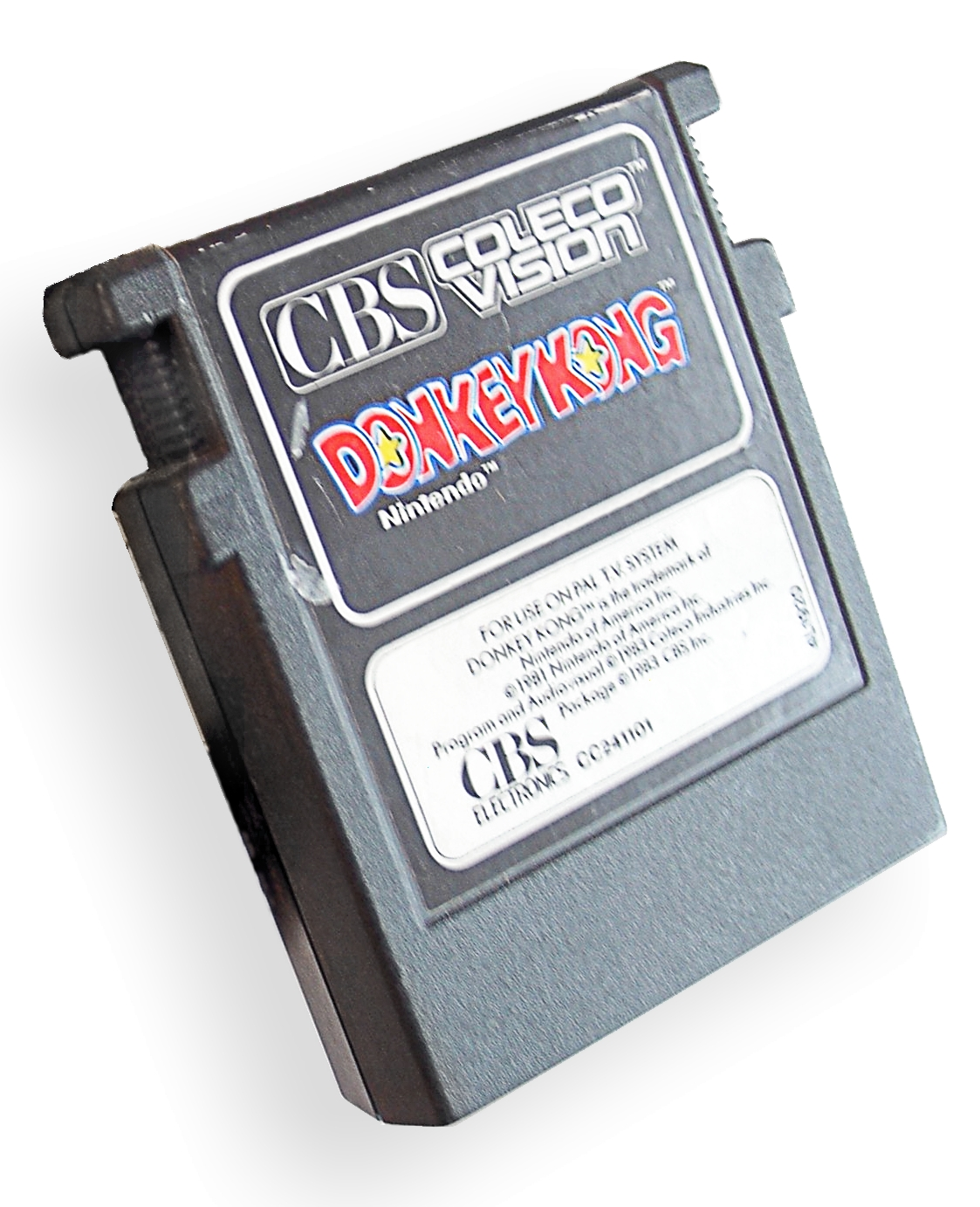
Donkey Kong de ColecoVision

Los desarrolladores de videojuegos estaban interesados también. Taito ofreció una suma considerable de dinero para hacerse con todos los derechos de Donkey Kong, pero en Nintendo declinaron la proposición. Coleco consiguió en Japón un acuerdo con Nintendo para hacer la versión doméstica del juego. Nintendo se siente entonces mejor establecida en EE. UU., ya que con Coleco podría mejorar las ventas de su juego. Nintendo recibiría 1,40$ por cartucho y 1$ por tablero vendido. El 24 de diciembre de 1981, Howard Lincoln preparó en un nuevo contrato una cláusula extraña para una licencia: incluyó una cláusula por la cual Coleco debía hacerse responsable de mantener todos los cartuchos de videojuegos que hiciera sobre tal personaje. Arakawa firmó el contrato al siguiente día, y el 1 de febrero de 1982, Yamauchi convenció al representante de Coleco en Japón de firmar el contrato sin tener que controlar el documento la empresa de abogados representantes de Coleco.

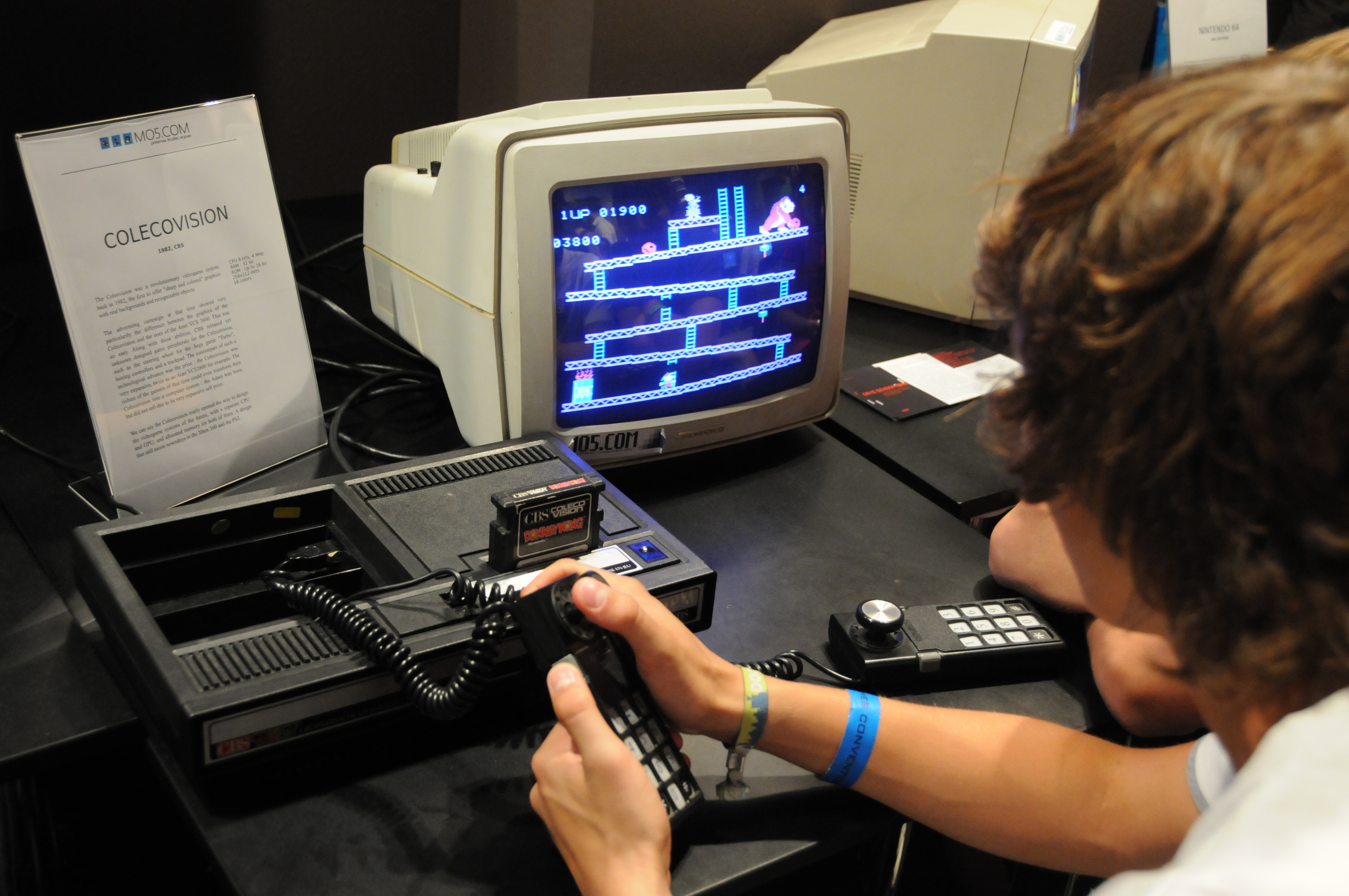
Jugando a Donkey Kong en una Colecovision

Coleco no publicó el juego de manera independiente, sino que lo puso de serie junto con la consola ColecoVision, saliendo a la venta estas unidades en julio de 1982. La versión de Coleco se ciñe más al arcade. Seis meses después, Coleco creó las versiones de Donkey Kong para la Atari 2600 y Intellivision. Las ventas de Coleco ascendieron a 500 millones de dólares y sus ingresos cuadruplicados a 40 millones de dólares. 
Mientras, Atari consiguió los derechos de la versión en disquete de Donkey Kong, preparando para su Atari 800 una versión del juego. Cuando en el Consumer Electronics Show en Chicago, Coleco mostró la Adam Compter jugando a Donkey Kong, Atari protestó. Yamauchi exigió al presidente de Coleco explicaciones, pero este demostró que esa versión estaba basada en cartucho, y, por tanto, no violaba el acuerdo con Atari.
Ray Kassar de Atari, al mes siguiente, lanza para PC una versión de Donkey Kong.

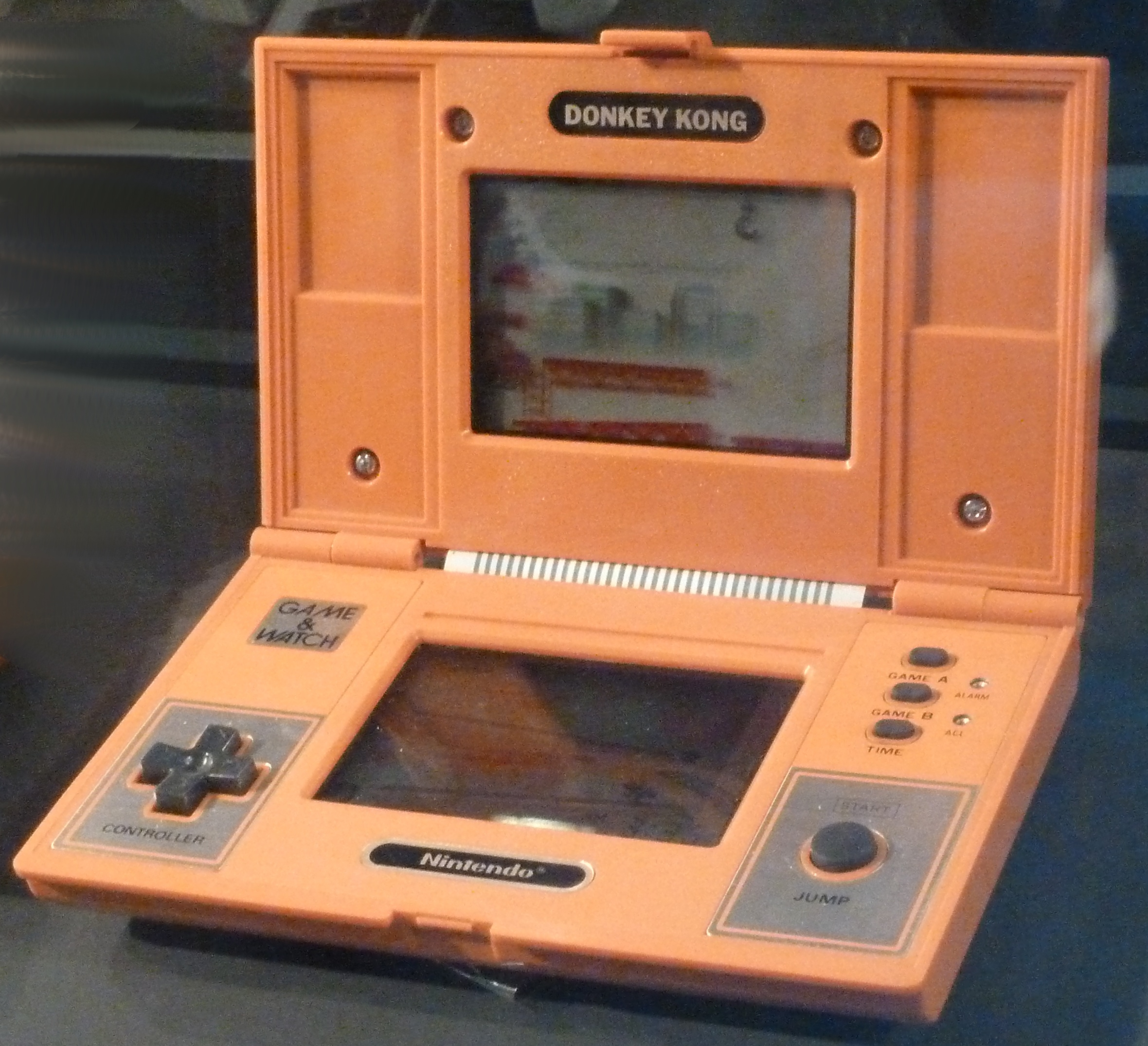
Game & Watch Donkey Kong

Miyamoto crea una versión simplificada del juego para una portátil del tipo Game & Watch en 1982, y en 1983 se creó la versión de Donkey Kong para NES, que siguió fabricándose hasta 1988. Otras versiones conocidas del juego fueron en Apple II, Atari 7800, Commodore 64, Commodore VIC-20, PC, ZX Spectrum, Amstrad CPC, Mini-Arcade, y TI-99/4A.
En 1994, Nintendo hizo una versión del juego para Game Boy titulada Donkey Kong, y fue el primero en aparecer para Super Game Boy. Esta versión presentaba nuevos niveles, mejoras gráficas y de control.
Otras versiones del juego se hicieron para Nintendo 64 (Donkey Kong 64), GameCube (En Animal Crossing, se incluye el juego lanzado para la NES), y en Game Boy Advance, en la serie dedicada a los clásicos de la NES, se lanzó la versión de dicha plataforma.

## Clones y secuelas
Otras compañías decidieron rehusar de pedir la licencia e hicieron juegos muy parecidos al de Nintendo.
En 1981, O.R. Rissman, presidente de Tiger Electronics, obtuvo la licencia de Universal City Studios para poder usar el nombre de King Kong. Bajo ese título, se hizo una versión portátil que se basaba directamente de la creación de Nintendo.
Otro ejemplo es Crazy Kong, un juego muy parecido a Donkey Kong hecho por Falcon y que se publicaba en mercados no americanos. Pero, varias máquinas se colaron en el mercado estadounidense durante los principios de los ochenta. Estas máquinas cambiaron su nombre a Congorilla. Nintendo se percata y toma acciones legales para impedir la distribución del juego.
SEGA también creó su propio Donkey Kong, al cual llamó Congo Bongo. El juego es idéntico, salvo porque la vista era isométrica.
Donkey Kong tuvo dos secuelas directas: Donkey Kong Jr. y Donkey Kong 3. Rareware revive la saga Donkey Kong en los 90 haciendo juegos de plataformas y varias versiones del original. El primero de ellos fue Donkey Kong Country de 1994.
El último juego en el que aparece la versión original de Donkey Kong se tituló Donkey Kong 64, lanzado para Nintendo 64 en 1999. El juego aparece en una máquina arcade como un minijuego que debe pasarse para conseguir otros objetos.
En 2004, se lanzó Mario vs. Donkey Kong, un título más cercano al espíritu del original. En este, Mario debe seguir a Donkey por una fábrica de juguetes.
Ese mismo año, Nintendo empieza a lanzar la serie Donkey Konga, un juego hecho para aprovechar el nuevo controlador de Nintendo: el bongo. En la pantalla aparecen las indicaciones que debes seguir para continuar con el ritmo de la música.
En 2005, se lanzó DK King of Swing, un juego a medio camino del género de plataforma y de rompecabezas.
En el videojuego Super Mario Bros. 2, en una parte se debe jugar un clon de Donkey Kong, reemplazando a Donkey Kong por un cangrejo gigante y a los barriles por rocas redondas.

## Juicio contra Universal City Studios, Inc.
El caso Universal City Studios, Inc. contra Nintendo Co., Ltd. fue un caso publicado en la Corte de Distrito de los Estados Unidos para el Distrito Sur de Nueva York por el juez Robert W. Sweet. En su denuncia, Universal City Studios (en aquel entonces dirigida por la MCA) afirmó que el videojuego de Nintendo Donkey Kong era una infracción a los derechos de autor de la franquicia King Kong: la trama y los personajes de los cuales Universal afirmó que había sido suyo. Nintendo argumentó que Universal había cedido al dominio público en el argumento y los personajes de King Kong (del caso Universal City Studios, Inc. contra RKO General, Inc.) en 1980.

## Legado
Desde su lanzamiento original, el éxito de Donkey Kong ha afianzado el juego en la cultura popular estadounidense. En 1982, Buckner & Garcia y R. Cade y Video Victims grabaron canciones ("Do the Donkey Kong" y "Donkey Kong", respectivamente) basadas en el juego. Artistas como DJ Jazzy Jeff & the Fresh Prince y Trace Adkins hicieron referencia al juego en canciones. Episodios de series de televisión como The Simpsons, Futurama, Crank Yankers y The Fairly OddParents también contienen referencias al juego. Incluso hoy, los efectos de sonido de la versión Atari 2600 a menudo sirven como sonidos genéricos de videojuegos en películas y series de televisión. En noviembre de 2010, Nintendo solicitó una marca registrada en la frase con la Oficina de Patentes y Marcas de los Estados Unidos. Donkey Kong también aparece en la película Pixels del 2015.